# Sessió de música tradicional irlandesa
Les sessions de música tradicional irlandesa són reunions generalment informals en les que un grup de persones toquen música tradicional irlandesa. El terme "sessió" també pot fer referència a una sessió de cant o una sessió mixta (melodies i cançons).
La "Field Guide to the Irish Music Session" defineix una sessió com:

...una reunió de músics tradicionals irlandesos amb el propòsit de celebrar el seu interès comú en la música tocant-la junts en un ambient relaxat i informal, reforçant en el procés el mantra místic i cultural que balla al compàs ininterrompudament sota totes les mafiestacions d'"irlandesisme" al món.

## Aspectes socials i culturals

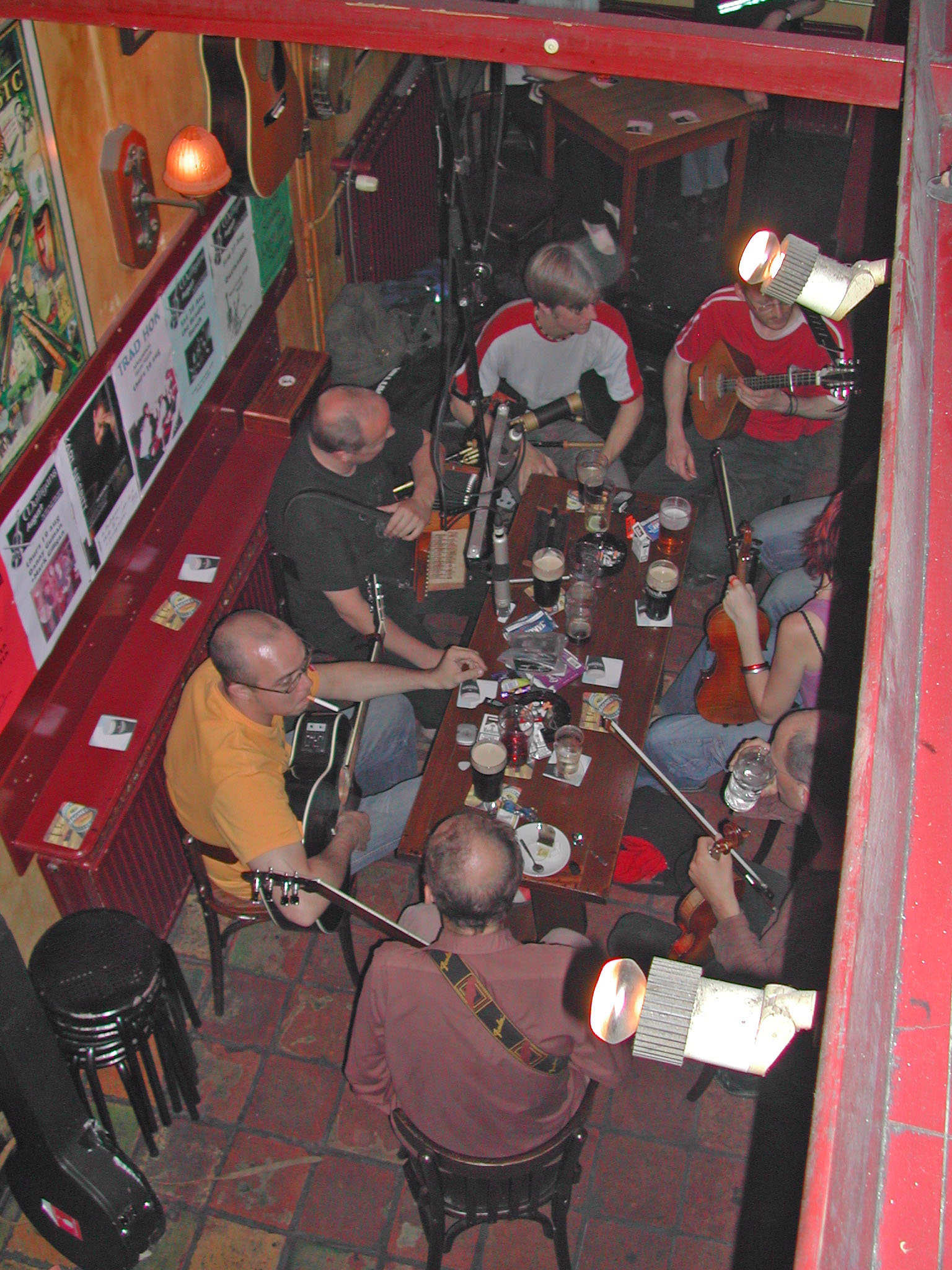
Entusiastes de la música irlandesa es reuneixen a un pub a tocar i a beure cervesa

El funcionament general d'una sessió comença amb algú interpretant una tune (melodia tradicional de dansa, com el reel o el jig), i els qui la saben s'hi uneixen. El protocol d'una bona sessió requereix no tocar si no es coneix la melodia, i esperar fins que en toquin una que sí que es coneix. En una sessió "oberta", qualsevol persona que sàpiga tocar música irlandesa és benvinguda.
Gairebé sempre hi ha líders de sessió més o menys reconeguts, però algunes vegades no n'hi ha cap. De vegades, entre els sets, algú canta una cançó o un sol músic toca un slow air (melodies lentes, normalment sense ritme, basades en cançons gaèliques).
L'objectiu en una sessió no és proporcionar música a un públic d'oïdors passius; encara que els punters (assistents a la sessió que no toquen) de vegades venen expressament per escoltar-la, la música és més que res per als mateixos músics. Les peticions del "públic" per melodies o cançons en particular poden ser considerares com a grolleres. La sessió és una experiència que es comparteix, no una actuació que es compra i ven.
Les sessions són un aspecte clau de la música tradicional; hi ha qui diu que és l'esfera principal en la qual es formula i s'innova la música. A més a més, les sessions fan possible que músics menys avançats puguin practicar en un grup.
Socialment, les sessions sovint s'han comparat amb un vespre de jugar a cartes, on la conversa i la camaraderia en són un component essencial. A moltes comunitats rurals d'Irlanda, les sessions són una part integral de la vida de la comunitat.

## Aspectes musicals
| Sessió a Galway                                                  |
|                                                                  |
| Enregistrament d'un set de jigs a una sessió de Galway, Irlanda. |
|                                                                  |

Típicament, la primera melodia és seguida de dues o tres més en un set. L'art d'unir melodies en un set és difícil d'explicar amb paraules, però les melodies han de fluir d'una a l'altra pel que fa al to i a l'estructura melòdica, sense arribar a sonar igual. Les melodies d'un set són normalment del mateix tipus, és a dir tot jigs o tot reels, encara que en rares ocasions i en grups de gent amb més nivell tècnic s'hi afegeix una melodia complementària de tipus diferent, com un slip jig entre els jigs. Encara que els grups de vegades arrangen sets de reels i jigs junts, això és poc freqüent en el context d'una sessió irlandesa.
Alguns sets són específics d'un lloc, o fins i tot d'una sessió en concret, mentre que d'altres, com el set de reels "Coleman Set" (format pels tres reels: "The Tarbolton"/"The Longford Collector"/The Sailor's Bonnet"), representen combinacions duradores que s'han tocat durant dècades. De vegades els sets es fan improvisadament, el que pot fer que el resultat sigui brillant com també sigui un fracàs.
En acabar el set normalment algú en comença un altre.

## On i Quan
Normalment les sessions es duen a terme als pubs. El propietari d'un pub pot pagar un o dos músics perquè vinguin regularment a fi que la sessió tingui una base. Els capvespres de diumenge i els vespres de dia laborable (especialment dimarts i dimecres) hi sol haver sessions programades, perquè teòricament és quan existeixen menys probabilitats que hi hagi un concert o un ball i, per tant, és més fàcil que els músics professionals puguin anar-hi.
Les sessions es poden dur a terme a ca algú o a diversos llocs públics a més a més de als pubs. Quan un event musical particularment gran s'"apodera" d'un poble sencer, poden sorgir sessions espontànies als racons dels carrers.